# Curvimonus gajadantha
Curvimonus gajadantha är en insektsart som beskrevs av Chandrasekhara A. Viraktamath och Anantha Murthy 1999. Curvimonus gajadantha ingår i släktet Curvimonus och familjen dvärgstritar. Inga underarter finns listade i Catalogue of Life.